# カンパニー・オブ・ストレンジャーズ
『カンパニー・オブ・ストレンジャーズ』（Company of Strangers）は、バッド・カンパニーが1995年に発表した通算11作目のスタジオ・アルバム。本作より3代目ボーカリストのロバート・ハートが参加した。

## 解説
ロバート・ハートは当時既に『Cries & Whispers』（1989年）、『Robert Hart』（1992年）といったソロ・アルバムをリリースしており、アルバム『Robert Hart』リリース後のツアー中にミック・ラルフスから誘いを受けた。そして、1994年にはバンドの正式メンバーとなり、本作ではボーカルだけでなくソングライティングにも関与した。
本作はアメリカのBillboard 200で159位を記録し、収録曲「ダウン・アンド・ダーティ」は『ビルボード』のメインストリーム・ロック・チャートで17位を記録した。

## 収録曲
1. カンパニー・オブ・ストレンジャーズ - "Company of Strangers" (Robert Hart, Simon Kirke) - 5:14
2. クリアウォーター・ハイウェイ - "Clearwater Highway" (R. Hart, Dave Colwell, Mick Lister) - 3:25
3. ジューダス・マイ・ブラザー - "Judas My Brother" (R. Hart) - 4:45
4. リトル・マーサ - "Little Martha" (D. Colwell, M. Lister, Carnes, Finley) - 2:57
5. ギミ・ギミ - "Gimme Gimme" (Mick Ralphs) - 3:32
6. ホエア・アイ・ビロング - "Where I Belong" (D. Colwell, M. Lister) - 4:02
7. ダウン・ダウン・ダウン - "Down Down Down" (M. Ralphs) - 3:19
8. アバンダンド・アンド・アローン - "Abandoned and Alone" (D. Colwell, M. Lister) - 5:37
9. ダウン・アンド・ダーティ - "Down and Dirty" (M. Ralphs, D. Colwell) - 4:51
10. プリティー・ウーマン - "Pretty Woman" (R. Hart, M. Ralphs, S. Kirke, D. Colwell, Rick Wills) - 3:32
11. ユア・ザ・オンリー・リーズン - "You're the Only Reason" (M. Ralphs) - 3:45
12. ダンス・ウィズ・ザ・デヴィル - "Dance with the Devil" (S. Kirke) - 3:04
13. ラヴィング・ユー・アウト・ラウド - "Loving You Out Loud" (S. Kirke) - 2:49

## 参加ミュージシャン
- ロバート・ハート - ボーカル
- ミック・ラルフス - ギター
- デイヴ・コールウェル - アディショナル・ギター
- リック・ウィルス - ベース
- サイモン・カーク - ドラムス

アディショナル・ミュージシャン
- ジェフ・ボヴァ - アディショナル・キーボード
- スティーヴ・スミス - アディショナル・キーボード
- ジョディ・リンスコット - パーカッション
- ポール・カーンズ - マンドリン
- マイケル・ケイメン - ストリングス・アレンジ、指揮